# Slevový kód
Slevový kód je textový řetězec skládající se z předem nedefinovaného počtu písmen a/nebo čísel, případně speciálních znaků. Využívá se v online nakupování, kdy při jeho užití zákazníkem e-shopu v průběhu objednávky vzniká na zboží či službu v košíku sleva či jiná nákupní výhoda. Pro slevový kód se také užívá sousloví slevový kupón. V online prostředí se jedná o synonymum.

## Druhy nákupních výhod
Slevový kód dokáže reprezentovat různé druhy nákupních výhod podle toho, jak je administrátorem e-shopu nastaven. Běžné formy jsou procentuální sleva z nákupu, sleva určitého objemu finančních prostředků při nákupu nad určitý finanční objem, sleva typu 2+1 zdarma, kdy do košíku e-shopu zákazník vloží tři produkty, platí ale jen dva. Další neméně opomíjené typy výhod jsou doprava zdarma nebo dárek zdarma k nákupu.

## Vydání slevového kódu
Slevové kódy vydávají e-shopy nebo provozovatelé online služeb jako jeden z druhů marketingu, kdy cílem je podpořit objem prodaného zboží nebo výprodej určitého segmentu zboží. Po vydání slevového kódu obchodem je dále distribuován, aby vešel ve známost předem promyšlenému publiku. Některé slevové kódy jsou plně veřejné, jiné jsou pak určeny jen pro vybranou množinu lidí. Například pro registrované zákazníky e-shopu (příjemce newsletteru) nebo pro obchodní partnery e-shopu. Ti je poté distribuují svým zákazníkům. Vzniká tím zajímavé obchodní partnerství mezi vydávajícím e-shopem, třetím subjektem a zákazníky tohoto třetího subjektu, kterým je poskytnuta sleva a nezřídka kdy se tak stanou také zákazníky e-shopu.
Slevový kupón může být dále distribuován například pomocí sociálních sítí nebo pomocí specializovaných portálů slevových kódů.

## Užití slevového kódu
Slevový kód se používá při nákupu zboží či služeb online. Zákazník v průběhu objednávky (v košíku e-shopu) zadá slevový kód, tedy textový řetězec do předem připraveného formulářového políčka. Kliknutím na tlačítko vedle tohoto políčka se ověří jeho platnost. Pokud je vše v pořádku a slevový kód tak aktuálně platí, je v rekapitulaci objednávky sleva ihned aplikována. Zákazník objednávku dokončí tak, jak je zvyklý. Nákup tak proběhl se slevou nebo s jinou, předem danou, nákupní výhodou.

## Portály slevových kódů
S rozmachem slevových kódů vznikl prostor (v České republice kolem roku 2012, ve světě již dříve) pro dosud nevídanou formu podnikání – portály slevových kódů. Takové portály slevové kódy aktivně vyhledávají, kategorizují a nabízejí je lidem zpravidla zdarma k volnému použití. Lidé tak mohou porovnávat slevové nabídky napříč e-shopy nebo najít jednoduše slevu do obchodu, kde se chystají nakoupit. Obchodní model je postaven na affiliate spolupráci portálů s registrovanými e-shopy.